# John Green (cầu thủ bóng đá, sinh năm 1958)
John Richard Green (sinh ngày 7 tháng 3 năm 1958) là một cựu cầu thủ bóng đá ghi 17 bàn trong 478 lần ra sân ở Football League thi đấu ở vị trí trung vệ cho Rotherham United (hai đợt), Scunthorpe United và Darlington trong các thập niên 1970 và 1980.